# Wapen van Petten

Wapen van de voormalige gemeente Petten.

Het wapen van Petten stamt van 22 oktober 1817 en werd in 1929 buiten gebruik gesteld toen de gemeente Petten fuseerde met de gemeente Zijpe.
Waar het wapen vandaan komt is niet bekend. Wel is bekend dat het in de 18e eeuw al gebruikt werd. Het 18e-eeuwse wapen heeft putten van azuur en keel, het veld is van zilver.
Bij het toekennen van het wapen werd de heerlijkheid Petten en Nulmerban op 11 maart 1818 "bevestigd in het gebruik" van het wapen.

## Blazoenering
Op 22 oktober 1817 kreeg de gemeente Petten het wapen toegekend. De beschrijving van het door de Hoge Raad van Adel toegekende wapen luidde als volgt:
Van lazuur, beladen met 3 putten, staande 2 en 1, en boven de middelste een wip, alles van goud.
Dit houdt in dat het wapen blauw is met daarop 3 putten, 2 naast elkaar met daaronder een alleen, met boven de middelste een wip. Alle afgebeelde voorwerpen zijn goudkleurig (rijkskleuren).
Abbekerk
· Akersloot
· Andijk
· Ankeveen
· Anna Paulowna
· Assendelft
· Avenhorn
· Barsingerhorn
· Beemster
· Beets
· Bennebroek
· Berkenrode
· Berkhout
· Bijlmermeer
· Blokker
· Bovenkarspel
· Broek in Waterland
· Broek op Langedijk
· Buiksloot
· Bussum
· Callantsoog
· De Rijp
· Egmond
· Egmond aan Zee
· Egmond-Binnen
· Graft
·  Graft-De Rijp
· 's-Graveland
· Groet
· Grootebroek
· Grosthuizen
· Haarlemmerliede
· Haarlemmerliede en Spaarnwoude
· Harenkarspel
· Heerhugowaard
· Hensbroek
· Hoogkarspel
· Hoogwoud
· Ilpendam
· Jisp
· Kalslagen
· Katwoude
· Koedijk
· Koog aan de Zaan
· Kortenhoef
· Krommenie
· Kwadijk
· Langedijk
· Leimuiden
· Limmen
· Marken
· Middelie
· Midwoud
· Monnickendam
· Muiden
· Naarden
· Nederhorst den Berg
· Nibbixwoud
· Niedorp
· Nieuwe Niedorp
· Nieuwendam
· Nieuwer-Amstel
· Noord-Scharwoude
· Noorder-Koggenland
· Obdam
· Oosthuizen
· Opperdoes
· Oterleek
· Oude Niedorp
· Oudendijk
· Oudkarspel
· Oudorp
· Petten
· Ransdorp
· Schardam
· Scharwoude
· Schellingwoude
· Schellinkhout
· Schermer
· Schermerhorn
· Schoorl
· Schoten
· Sijbekarspel
· Sint Maarten
· Sint Pancras
· Sloten
· Spaarndam
· Spaarnwoude
· Spanbroek
· Twisk
· Urk
· Ursem
· Veenhuizen
· Venhuizen
· Warder
· Warmenhuizen
· Waverveen
· Weesp
· Weesperkarspel
· Wervershoof
· Wester-Koggenland
· Westwoud
· Westzaan
· Wieringen
· Wieringermeer
· Wieringerwaard
· Wijdenes
. Wijdewormer
. Wijk aan Zee en Duin
· Wimmenum
· Winkel
· Wognum
· Wormer
· Wormerveer
· Zaandam
· Zaandijk
· Zeevang
· Zijpe
· Zuid-Scharwoude
· Zuid- en Noord-Schermer
· Zwaag

Dorpswapens:
Hauwert
· Volendam
· Zwaagdijk-West